# Attaphon Kannoo
Attaphon Kannoo (thailändisch อรรถพล กันหนู; * 25. August 1991), auch als Art bekannt, ist ein thailändischer Fußballspieler.

## Karriere
Attaphon Kannoo spielte seit mindestens 2015 beim Suphanburi FC in Suphanburi. Wo er vorher gespielt hat, ist unbekannt. Die Rückserie 2016 wurde er an Ligakonkurrenten Army United nach Bangkok ausgeliehen. Am Ende der Saison musste Army in die zweite Liga absteigen. Nach seiner Ausleihe wurde er von der Army 2017 fest verpflichtet. 2018 wechselte er zum Ligakonkurrenten Krabi FC nach Krabi. Nachdem Krabi am Ende der Saison in die dritte Liga abgestiegen war, wechselte er wieder zu seinem ehemaligen Club Army United. Für die Army spielte er 2019 elfmal in der zweiten Liga. Ende 2019 gab Army bekannt, dass man sich aus der Liga zurückzieht. Der Erstligist Samut Prakan City FC aus Samut Prakan nahm ihn ab der Saison 2020 unter Vertrag. Hier kam er in der ersten Liga nicht zum Einsatz. Im September 2020 wechselte er zum Bangkoker Drittligisten Kasem Bundit University FC. Mit dem Verein spielte er 45-mal in der Bangkok Metropolitan Region der Liga. Im Sommer 2023 wechselte er in die Northern Region. Hier schloss er sich in Chiangmai dem Maejo United FC an. Am Ende der Saison 2023/24 wurde er mit dem Verein Vizemeister der Region. In den Aufstiegsspielen zur zweiten Liga konnte man sich jedoch nicht durchsetzen. Am Ende der Saison 2024/25 feierte er mit dem Verein die Meisterschaft der Region. In den Aufstiegsspielen zur zweiten Liga konnte man sich jedoch nicht durchsetzen. Nach insgesamt 35 Drittligaspielen, in denen er vier Treffer erzielte, wechselte er im Juli 2025 zu dem ebenfalls in der Northern Region spielenden Chiangmai FC.

## Erfolge
Maejo United FC
- Thai League 3 – North: 2024/25

## Sonstiges
Attaphon Kannoo ist der Bruder von Sittichok Kannoo.